# I Tofu
I Tofu (Les Tofou oppure The Tofus) è una serie animata franco-canadese, prodotta dalla SIP Animation e CinéGroupe e distribuita dalla divisione francese Walt Disney Pictures Television Animation Distribution in associazione con la Buena Vista International Television nel 2004. Debuttò in Francia il 1º settembre 2004 su Jetix e il 6 settembre dello stesso anno andò in onda su Teletoon. In Italia fu trasmessa dal 15 marzo 2006 su Rai 3 all'interno dapprima di Treddi e poi di Trebisonda.

## Trama
I piccoli Lola e Chichi vivono nella città di Belvillaggio insieme ai genitori e alla nonna Buba oltre a tre animali: Cracker il galletto, Curly la pecora e Suzie la capretta.

## Personaggi principali
Protagonisti
- Lola
- Chichi
- Buba
- Cracker
- Curly
- Suzie

Antagonisti
- Cherie
- Nick

## Episodi
1. That Fashion Itch / Chichi the Speedster
2. Hey, Who Turned Out the Lights? / Getting the Hang of Yang
3. Strictly for the Birds / Rooster Crime Watch
4. Tough Guys Can Cry / Lovesick
5. The Tofu Zoo / Running Away at Christmas Time
6. Prime-Time Panic / Crying Over Spilled Milk
7. This'll Make a Man Out of You, Son / Kidnapping
8. Just Call Me April Tofu / The Greening of Burger Palace
9. A Star is Almost Born / Extreme Bio-Babble
10. Urban Jungle / The Visit of the Great Oneness
11. The Wrong Rite of Spring / Downhill Competition
12. Locked In / A Whale of a Valentine's Day
13. That's What I Call Hubbub! / Microchip vs. Macrosheep
14. The Beast of Beauvillage / Chichi the Speedster
15. Tomato Blackmail / Hubbubmobile
16. School Dinner Blues / Buba's Ark
17. Secret Agent Tofu X-08 / The Pebble of Mount Uluru
18. Sacked / Chichi's Big Splash
19. Fried Gift Inside / Cash and Trash
20. The Great Escape / Lemon Confidential
21. The Revenge of the Pumpkins / All Tyred Out
22. When Worms Attack / Cauliflower is Wasted on the Young
23. Zen Blowpipe / Lights, Camera, Goats!
24. Just Who Are You, Pop? / Operation Biorhythm
25. Out, Out, Fake Spot! / The Treasure of the Beauvillage River
26. Megacity Kids Go Tofu / A Hair-Raising Model Shoot